# Обри ди Ено
Обри ди Ено (фр. Aubry-du-Hainaut) насеље је и општина у североисточној Француској у региону Север-Па де Кале, у департману Север која припада префектури Валансјен.
По подацима из 2011. године у општини је живело 1462 становника, а густина насељености је износила 338,43 становника/km². Општина се простире на површини од 4,32 km². Налази се на средњој надморској висини од 30 метара (максималној 48 m, а минималној 25 m).

## Демографија
| 1962. | 1968. | 1975. | 1982. | 1990. | 1999. | 2011. |
| ----- | ----- | ----- | ----- | ----- | ----- | ----- |
| 1.039 | 1.206 | 1.245 | 1.477 | 1.444 | 1.435 | 1.462 |

График промене броја становника у току последњих година